# János Biri
János Biri (Budapest, 21 luglio 1901 – Budapest, 20 febbraio 1974) è stato un calciatore e allenatore di calcio ungherese.

## Carriera

### Giocatore

#### Club
Dal 1923 al 1925 gioca per il Kispesti AC e dal 1925 al 1927 per il Padova. Inoltre ha giocato per l'MTK Budapest e per il Budai FC 33.

#### Nazionale
Con la nazionale ha partecipato alle Olimpiadi del 1924 a Parigi giocando due partite. Ha giocato in totale 5 partite con la nazionale ungherese.

### Allenatore
Come allenatore ha guidato il Porto e il Benfica, con cui ebbe una buona carriera di allenatore.

## Palmarès

### Giocatore

#### Competizioni nazionali
- Coppa d'Ungheria: 1

III. Kerületi: 1930-1931

### Allenatore

#### Competizioni nazionali
- Campionato portoghese: 3

Benfica: 1941-1942, 1942-1943, 1944-1945
- Coppa di Portogallo: 3

Benfica: 1939-1940, 1942-1943, 1943-1944